# Herb Kamerunu
Herb Kamerunu składa się z kilku elementów. Główny to tarcza podzielona na trzy części w barwach narodowych. W środkową, czerwoną część wpisano wagę – symbol sprawiedliwości – na tle mapy kraju. Za tarczą krzyżują się dwie rózgi liktorskie – symbol władz republiki. Na wstęgach umieszczonych powyżej i poniżej tarczy znajdują się napisy w języku francuskim. Odpowiednio na górnej i dolnej – nazwa kraju i data uzyskania niepodległości oraz dewiza państwa – Pokój, Praca, Ojczyzna.